# Milovická
Milovická je ulice v Hloubětíně na Praze 14, která spojuje ulici Mochovskou a Konzumní. Má přibližný severojižní průběh.
Nazvána je podle středočeského města Milovice v okrese Nymburk, které je známé pobytem okupačních vojsk Sovětského svazu po invazi vojsk Varšavské smlouvy do Československa v roce 1968. Ulice vznikla v roce 1972 vydělením z ulice V Novém Hloubětíně.
Po obou stranách ulice jsou rodinné domy se zahradami. Ulice je v celém profilu jednosměrná.

### Externí odkazy

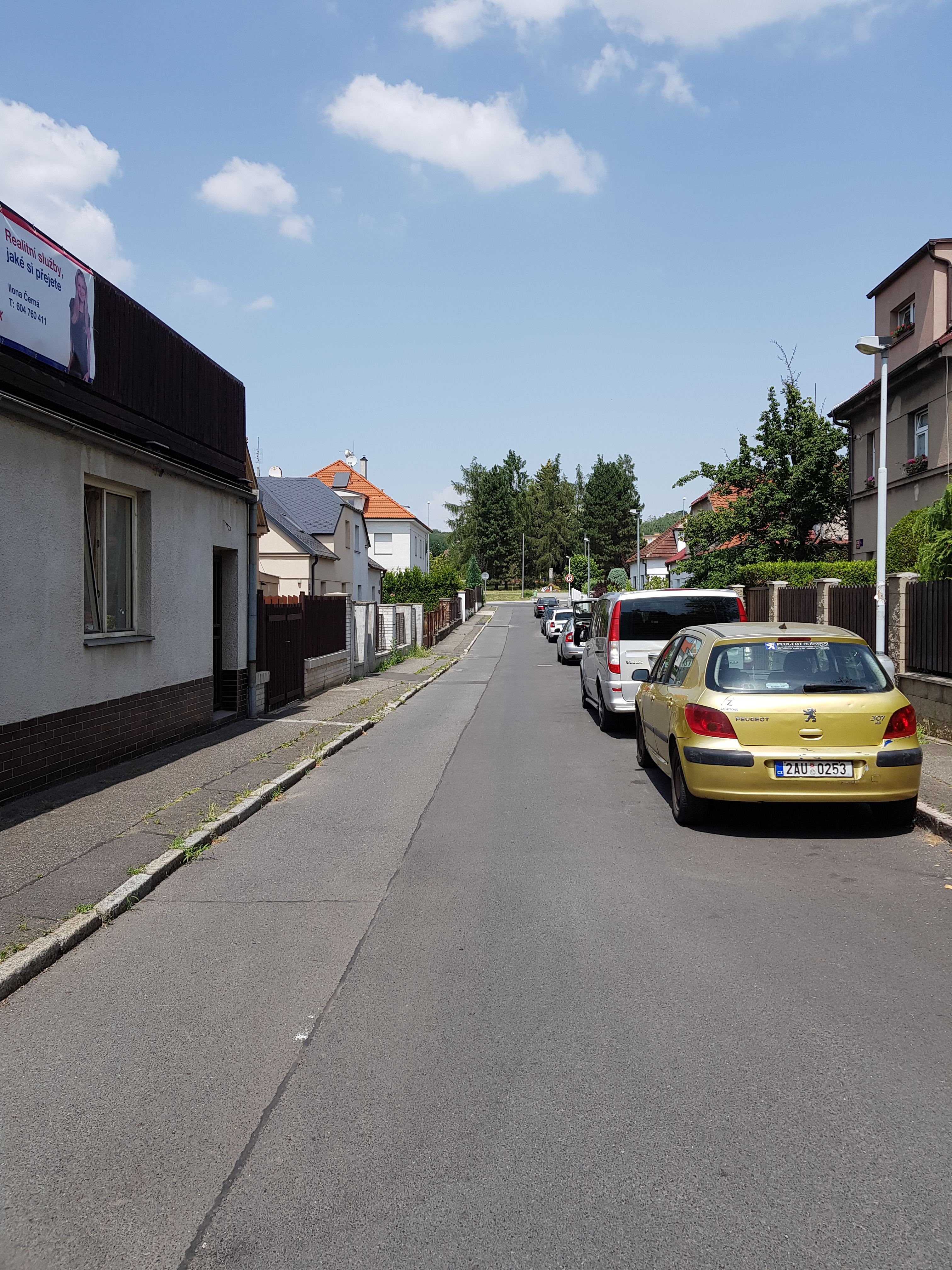
Milovická ulice od jihu